# تماشایی!
تماشایی! (به انگلیسی: Spectacular) یک فیلم موزیکال محصول شبکه نیکلودئون در سال ۲۰۰۹ است.
بازیگران این فیلم، خواننده کانادایی، نولان جرارد فانک، خواننده استرالیایی، تمین سورسوک، ویکتوریا جاستیس و سیمون کورتیز، متیو بنت، آندره لوئیس، هریس آلان، جوئل بالارد و اون جوگیا هستند. فیلمبرداری در ونکوور، بریتیش کلمبیا، کانادا، در ۱۶ فوریه ۲۰۰۹ اجرا شد.
تماشایی! ۳٫۳ میلیون بیننده را در طول پیش نمایش خود جذب کرد.

## بازیگران
- نولان جرارد فانک به عنوان نیگل «نیکو» الکساندر
- تمین سورسوک به عنوان کورتنی لین
- ویکتوریا جاستیس به عنوان تمی
- سیمون کورتیز به عنوان رویس دو لاک
- متیو بنت به عنوان ریک دیکینسون
- گرگ جرمن به عنوان آقای ویرگیل رومانو
- آندره لوئیس به عنوان رابین
- جوئل بالارد به عنوان کاسپین
- اوان جوگیا به عنوان تاجید
- شانون چان کنت به عنوان جنت
- کریستوفر جاکت به عنوان استاوروس
- بریت ایروین به عنوان امی
- جسی موس به عنوان نیلز
- هریس آلن به عنوان اریک
- ونوس ترزو به عنوان ماریون
- کوین مک نکولتی به عنوان عمو سام
- تروی هات به عنوان پسر سوانه
- ژان لوک بیلدو به عنوان پسر استار
- رکیا برنارد به عنوان پذیرشگر
- آنتونی سنت جان به عنوان آنتونی گیج
- دیوید کوینلان به عنوان امسی

## موسیقی متن
در تاریخ ۳ فوریه ۲۰۰۹، نیکلودئون فیلم تماشایی را منتشر کرد! موسیقی متن، شامل آهنگ‌هایی از کل بازیگران، از جمله نولان جرارد فانک و تمین سورسوک می‌باشد. این آلبوم که توسط نیک رکوردز منتشر شده‌است، شامل ترانه‌هایی از جمله «به من نگو» و «همه چیز تغییر می‌کند» است.

## نسخه دی وی دی
DVD این فیلم در ۳۱ مارس ۲۰۰۹، در ایالات متحده و در ۷ اکتبر ۲۰۰۹ در استرالیا منتشر شد.